# Microsoft Office Document Imaging
Microsoft Office Document Imaging (MODI) – Oprogramowanie firmy Microsoft umożliwiające użytkownikowi skanowanie dokumentów, a następnie ich zapis w formacie MDI(Microsoft Document Imaging) oraz TIFF(Tagged Image File Format).
Możliwy jest zapis dokumentów jedno jak i wielostronnicowych w jednym pliku formacie TIFF. Dokumenty zapisane w formacie MDI można otworzyć tylko za pomocą MODI, jednakże dostępna jest aplikacja umożliwiająca konwersję do formatu TIFF. Dodatkową funkcjonalnością czyniącą MODI bardziej uniwersalnym oprogramowaniem jest m.in.:
- Wczytywanie dokumentów tekstowych zapisanych w wielu popularnych formatach (MS Word, MS Excel, itp) wraz z ich automatyczną konwersją do postaci graficznej;
- Mechanizm optycznego rozpoznawania znaków OCR (ang. Optical Character Recognition);
- Możliwość zmiany kolejności zeskanowanych stron;
- Eksport treści wraz z obrazami do MS Word;
- Kopiowanie tekstu i obrazów do dowolnej aplikacji pakietu Microsoft Office.

MODI przestało być dołączane do pakietu Microsoft Office od wersji 2010, znajduje się w pakiecie Microsoft SharePoint Designer 2007.